# Scaligeria hermonis
Scaligeria hermonis är en flockblommig växtart som beskrevs av George Edward Post. Scaligeria hermonis ingår i släktet Scaligeria och familjen flockblommiga växter. Inga underarter finns listade i Catalogue of Life.